# مارتین اسپرانزا
مارتین اسپرانزا (انگلیسی: Martín Esperanza؛ زادهٔ ۵ ژوئن ۱۹۳۶) بازیکن فوتبال اهل اسپانیا است.
از باشگاه‌هایی که در آن بازی کرده‌است می‌توان به باشگاه فوتبال رئال بتیس، باشگاه فوتبال رئال مادرید کاستیا، و باشگاه فوتبال رئال مادرید اشاره کرد.